# Wielersport op de Olympische Zomerspelen 2016 – wegwedstrijd vrouwen
De wegwedstrijd voor de vrouwen op de Olympische Zomerspelen 2016 vond plaats op zondag 7 augustus 2016. De Nederlandse Marianne Vos won de gouden medaille in 2012 en verdedigde haar titel in Rio, hoewel landgenote Anna van der Breggen werd aangewezen als kopvrouw. Nummer twee en ten tijde van de Spelen regerend wereldkampioene Lizzie Armitstead deed eveneens mee, ondanks drie gemiste dopingtesten, net als 65 andere wielrensters.
Het parcours van de olympische wegwedstrijd besloeg ruim 140 kilometer, beginnend bij de oude legerbasis Forte de Copacabana. Het peloton reed vervolgens in westelijke richting over een kustweg en passeerde daarbij de wijken Ipanema en Barra da Tijuca, tot het begin van een ronde bij de Grumaribuurt. Deze ronde, die ook dienstdeed als het parcours voor de tijdrit is circa 25 kilometer lang, telde twee klimmen en een kasseienstrook en werd tweemaal afgelegd. Na deze rondes keerden de wielrensters terug naar de kustweg, die nu in oostelijke richting werd gevolgd. In Gávea volgde een nieuwe ronde van ongeveer dezelfde lengte, die eenmaal werd afgelegd. Daarna voerde het parcours terug naar het Fort, waar de finish lag.
Lange tijd zag het ernaar uit dat de Amerikaanse Mara Abbott olympisch kampioen zou worden, maar in de laatste hectometers werd Abbott nog ingehaald. In een spurt met drie was Anna van der Breggen de snelste, voor Emma Johansson en Elisa Longo Borghini.

## Uitslag
| rang           | naam                     | land             | tijd              |
| -------------- | ------------------------ | ---------------- | ----------------- |
| Goud           | Anna van der Breggen     | Nederland        | 3:51:27           |
| Zilver         | Emma Johansson           | Zweden           | z.t.              |
| Brons          | Elisa Longo Borghini     | Italië           | z.t.              |
| 4              | Mara Abbott              | Verenigde Staten | +4"               |
| 5              | Lizzie Armitstead        | Groot-Brittannië | +20"              |
| 6              | Katarzyna Niewiadoma     | Polen            | z.t.              |
| 7              | Flávia Oliveira          | Brazilië         | z.t.              |
| 8              | Jolanda Neff             | Zwitserland      | z.t.              |
| 9              | Marianne Vos             | Nederland        | +1'14"            |
| 10             | Ashleigh Moolman-Pasio   | Zuid-Afrika      | z.t.              |
| 11             | Megan Guarnier           | Verenigde Staten | z.t.              |
| 12             | Evelyn Stevens           | Verenigde Staten | +1'16"            |
| 13             | Alena Amjaljoesik        | Wit-Rusland      | +2'16"            |
| 14             | Tatiana Guderzo          | Italië           | +2'19"            |
| 15             | Amanda Spratt            | Australië        | +4'09"            |
| 16             | Olga Zabelinskaja        | Rusland          | +4'25"            |
| 17             | Eri Yonamine             | Japan            | +4'56"            |
| 18             | Christine Majerus        | Luxemburg        | +5'07"            |
| 19             | Lisa Brennauer           | Duitsland        | z.t.              |
| 20             | Elena Cecchini           | Italië           | z.t.              |
| 21             | Ellen van Dijk           | Nederland        | z.t.              |
| 22             | Rachel Neylan            | Australië        | z.t.              |
| 23             | Linda Villumsen          | Nieuw-Zeeland    | z.t.              |
| 24             | Małgorzata Jasińska      | Polen            | z.t.              |
| 25             | Karol-Ann Canuel         | Canada           | z.t.              |
| 26             | Pauline Ferrand-Prévot   | Frankrijk        | z.t.              |
| 27             | Emilia Fahlin            | Zweden           | +6'36"            |
| 28             | Arlenis Sierra           | Cuba             | z.t.              |
| 29             | Anisha Vekemans          | België           | z.t.              |
| 30             | Ahreum Na                | Zuid-Korea       | z.t.              |
| 31             | Claudia Lichtenberg      | Duitsland        | z.t.              |
| 32             | Polona Batagelj          | Slovenië         | z.t.              |
| 33             | Vita Heine               | Noorwegen        | +7'07"            |
| 34             | Daiva Tušlaitė           | Litouwen         | z.t.              |
| 35             | Olena Pavlukhina         | Azerbeidzjan     | +7'38"            |
| 36             | Hanna Solovej            | Oekraïne         | +9'35"            |
| 37             | Audrey Cordon            | Frankrijk        | +9'37"            |
| 38             | Leah Kirchmann           | Canada           | +10'02"           |
| 39             | An-Li Kachelhoffer       | Zuid-Afrika      | z.t.              |
| 40             | Ana Sanabria             | Colombia         | z.t.              |
| 41             | Anna Plichta             | Polen            | z.t.              |
| 42             | Giorgia Bronzini         | Italië           | +10'06"           |
| 43             | Trixi Worrack            | Duitsland        | z.t.              |
| 44             | Romy Kasper              | Duitsland        | +10'40"           |
| 45             | Lotte Kopecky            | België           | z.t.              |
| 46             | Martina Ritter           | Oostenrijk       | z.t.              |
| 47             | Ane Santesteban          | Spanje           | +11'32"           |
| 48             | Shani Bloch              | Israël           | z.t.              |
| 49             | Gracie Elvin             | Australië        | +11'34"           |
| 50             | Jennifer Cesar           | Venezuela        | +11'51"           |
| Niet gefinisht |                          |                  |                   |
| –              | Clemilda Fernandes Silva | Brazilië         | Buiten tijd       |
| –              | Antri Christoforou       | Cyprus           | Buiten tijd       |
| –              | Annemiek van Vleuten     | Nederland        | Opgave            |
| –              | Kristin Armstrong        | Verenigde Staten | Opgave            |
| –              | Katrin Garfoot           | Australië        | Opgave            |
| –              | Tara Whitten             | Canada           | Opgave            |
| –              | Nikki Harris             | Groot-Brittannië | Opgave            |
| –              | Emma Pooley              | Groot-Brittannië | Opgave            |
| –              | Sara Mustonen            | Zweden           | Opgave            |
| –              | Ann-Sophie Duyck         | België           | Opgave            |
| –              | Chantal Hoffmann         | Luxemburg        | Opgave            |
| –              | Lotta Lepistö            | Finland          | Opgave            |
| –              | Carolina Rodríguez       | Mexico           | Opgave            |
| –              | Paola Muñoz              | Chili            | Opgave            |
| –              | Jutapip Maneehpan        | Thailand         | Opgave            |
| –              | Vera Adrian              | Namibië          | Opgave            |
| –              | Milagro Mena             | Costa Rica       | Opgave            |
| –              | Huang Ting-ying          | Chinees Taipei   | Gediskwalificeerd |

1984: Connie Carpenter-Phinney ·
1988: Monique Knol ·
1992: Kathy Watt ·
1996: Jeannie Longo ·
2000: Leontien van Moorsel ·
2004: Sara Carrigan ·
2008: Nicole Cooke ·
2012: Marianne Vos ·
2016: Anna van der Breggen ·
2020: Anna Kiesenhofer ·
2024: Kristen Faulkner